# Hildesheim
Hildesheim (dolnoniem. Hilmessen) – miasto powiatowe w środkowych Niemczech, w kraju związkowym Dolna Saksonia, siedziba powiatu Hildesheim, port nad rzeką Innerste (dorzecze Wezery), na południowy wschód od Hanoweru. W mieście znajdują się trzy szkoły wyższe, z czego najmłodsza szkoła Universität Hildesheim powstała w 1989 roku. Funkcjonuje komunikacja autobusowa. Pod względem geograficznym miasto położone jest na granicy terenów górzystych w dorzeczu Innerste (niem. Innerstebergland) oraz czarnoziemów lessowych (nazwa własna niem. Hildesheimer Börde). Większość miasta położona jest po prawej stronie rzeki Innerste.

## Historia
W roku 815 miasto stało się siedzibą biskupstwa Hildesheimu. Przez cztery wieki miasto zarządzane było przez duchowieństwo. W 983 roku Otton III nadał Hildesheimowi prawa targowe.
W lecie 1135 r. roku książę polski Bolesław Krzywousty odbył uroczystą pielgrzymkę do grobu św. Gotarda w Katedrze w Hildesheimie.
Pod koniec XIII wieku Hildesheim liczył około 5000 mieszkańców. W roku 1367 został członkiem Ligi Hanzeatyckiej.
W połowie XIV wieku w mieście założona została gmina żydowska podległa biskupowi. W 1379 roku Hildesheim zamieszkiwało około 80 Żydów zajmujących się w głównej mierze lichwą. Gmina żydowska posiadała synagogę oraz cmentarz. W 1457 r. wszyscy Żydzi zostali wypędzeni z biskupstwa, a synagoga została zburzona.
W 1595 roku do miasta przybyli jezuici, którzy przejęli kontrolę nad szkołą katedralną. Prowadzili ją i wsławili poziomem nauki jako Episkopalne Gimnazjum Josephinum.

### II wojna światowa
Pierwsi jeńcy wojenni od wybuchu wojny zostali przywiezieni do Hildesheimu 26 września 1939 roku. Byli to polscy jeńcy wojenni, którzy mieli pomagać przy zbiorach ziemniaków oraz buraków cukrowych. Nad rozdzieleniem jeńców czuwał urząd pracy (niem. Arbeitsamt). Pracownicy przymusowi wypełniali luki personelu w przemyśle i rolnictwie po tym, jak niemiecka armia (niem. Wehrmacht) powoływała kolejnych żołnierzy. Za każdym razem kiedy armia niemiecka zajmowała kolejne państwo, przybywało pracowników przymusowych z różnych krajów: najpierw Polacy, później Francuzi, Holendrzy, Belgowie, Duńczycy, Norwegowie, mieszkańcy ZSRR, a na końcu Włosi. Pod koniec wojny w niektórych przedsiębiorstwach zbrojeniowych personel składał się w 50% z obcokrajowców.
W czasie II wojny światowej miasto Hildesheim znalazło się na liście miast do zbombardowania, którą stworzyło dowództwo RAF (osobą odpowiedzialną był Air Marshall Sir Robert Saundby), jako miasto z węzłem kolejowym oraz kilkoma fabrykami istotnymi dla przemysłu zbrojeniowego (szczególnie dla niemieckiego lotnictwa). W czterostopniowej skali ważności celów do bombardowania (1 – najważniejszy, 4 – najmniej ważny) miasto Hildesheim na podstawie informacji wywiadu zostało przyporządkowane do grupy 3. (zakłady o mniejszym znaczeniu dla przemysłu). Z tego powodu Hildesheim uniknął poważnych zniszczeń aż do lutego 1945 roku. Choć pierwszy atak bombowy miał miejsce 29 czerwca 1944 roku (w cukrowni zginęły 34 osoby), to o wiele bardziej niszczące bombardowania zostały przeprowadzone pod koniec wojny. 22 lutego 1945 roku Amerykanie wzięli na cel linie kolejowe, dworzec i stację rozrządową. W wyniku tego bombardowania zginęło około 360 osób, gdyż wiele bomb spadło także na południową i południowo-wschodnią część miasta. Najbardziej niszczące bombardowanie w historii miasta przeprowadzili Kanadyjczycy i Brytyjczycy 22 marca 1945 roku. Trwało ono 17 minut (od godziny 13:50 do 14:07). Dzień był słoneczny i bezchmurny, 239 bombowców Lancaster (łącznie z myśliwcami około 300 samolotów) zrzuciło łącznie 1062 tony różnego rodzaju bomb. Centrum miasta, które do tego czasu zachowało swój średniowieczny charakter, praktycznie przestało istnieć. Ponad 1000 osób zginęło, bomby i pożary zniszczyły większość z 1500 domów z muru pruskiego, natomiast koszary i lotnisko praktycznie nie zostały tknięte. Szacuje się, że zniszczonych zostało 28,5% domów, a całe miasto zniszczono w około 20–30%. Dowództwo RAF było zadowolone z akcji, gdyż bombardowanie było bardzo precyzyjne i tylko 4 lancastery zaginęły.
W późnych latach 70. XX wieku rozpoczęła się rekonstrukcja historycznego centrum.
W roku 1978 w Hildesheimie powstał uniwersytet.

## Główne atrakcje
- historyczny rynek (Marktplatz). Zrekonstruowany w latach 1984–1990, po zniszczeniach spowodowanych bombardowaniami w roku 1945. Najbardziej godne uwagi budynki na rynku to:
  - Knochenhaueramtshaus – zniszczony w roku 1945, zrekonstruowany w latach 1987–1989 na podstawie oryginalnych planów. Obecnie w budynku tym mieszczą się restauracja i miejskie muzeum,
  - ratusz wzniesiony w XIII wieku w stylu gotyckim. Częściowo zniszczony w 1945, odbudowany pomiędzy 1954 a 1989,
  - Tempelhaus – późnogotycki budynek z XV wieku, odrestaurowany po zniszczeniach z II wojny światowej w roku 1952,
  - Wedekindhaus.
- Katedra (Mariendom) z IX wieku ze słynnymi drzwiami biskupa Bernwarda, wykonanymi z brązu (ok. 1015). Zniszczona w 1945, zrekonstruowana krótko po wojnie. W 1985 katedra została wpisana na Listę światowego dziedzictwa UNESCO.
- Kościół Świętego Michała (Michaeliskirche) – wczesnoromański kościół zbudowany w latach 1010–1022. Unikatowy przykład architektury ottońskiej. W 1985 kościół został wpisany na Listę światowego dziedzictwa UNESCO.
- Bazylika św. Gotarda (Godehardikirche) – romańska, z XI wieku.
- Kościół św. Andrzeja (Andreaskirche) – kościół z XII wieku. Najwyższy kościół w Dolnej Saksonii, którego wieża ma wysokość 114,5 m.

## Gospodarka
W mieście rozwinął się przemysł maszynowy, metalowy, elektroniczny, gumowy, papierniczy oraz spożywczy.
W roku 2016 największymi pracodawcami w mieście były firmy Robert Bosch GmbH oraz Robert Bosch Car Multimedia GmbH, zatrudniające łącznie około 3,5 tys. pracowników.

## Osoby

### urodzone w mieście
- Adolf Bertram – biskup wrocławski
- Adolf Hurwitz – niemiecki matematyk
- Wilhelm Koppe – wysoki rangą oficer SS, zbrodniarz z czasów II wojny światowej
- Thomas Quasthoff – śpiewak, bas-baryton
- Rudolf Schenker – założyciel, gitarzysta i kompozytor zespołu „Scorpions”
- Hans Adolf Krebs – niemiecki biochemik, zdobywca Nagrody Nobla
- Friedrich Conrad Hornemann – niemiecki podróżnik, badacz Afryki
- Wolfgang Danne – niemiecki łyżwiarz figurowy
- Ernest August Hanowerski – hanowerski książę z dynastii Welfów

### związane z miastem
- Bernward z Hildesheimu – biskup Hildesheimu i święty
- Eryk z Winsen – franciszkanin, biskup przemyski, organizator diecezji przemyskiej
- Joseph Ebers – architekt
- Święty Gotard – duchowny katolicki
- Oskar Schindler – niemiecki przedsiębiorca, któremu poświęcono hollywoodzki film Lista Schindlera

## Współpraca
- Egipt: Al-Minja
- Francja: Angoulême
- Rosja: Gelendżyk
- Saksonia-Anhalt: Halle (Saale)
- Anglia: North Somerset
- Indonezja: Padang
- Włochy: Pawia
- Anglia: Weston-super-Mare

## Galeria

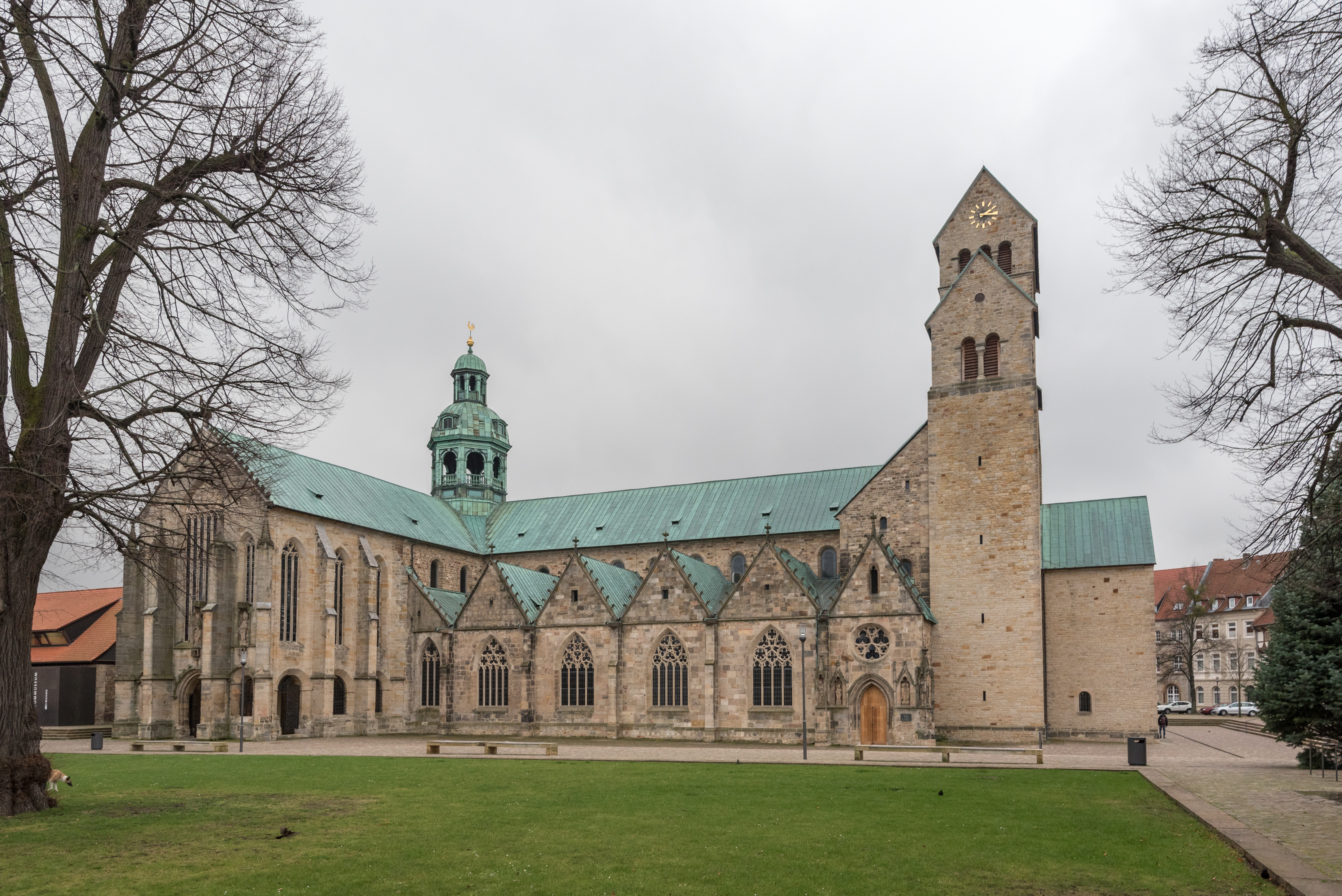
Katedra w Hildesheim
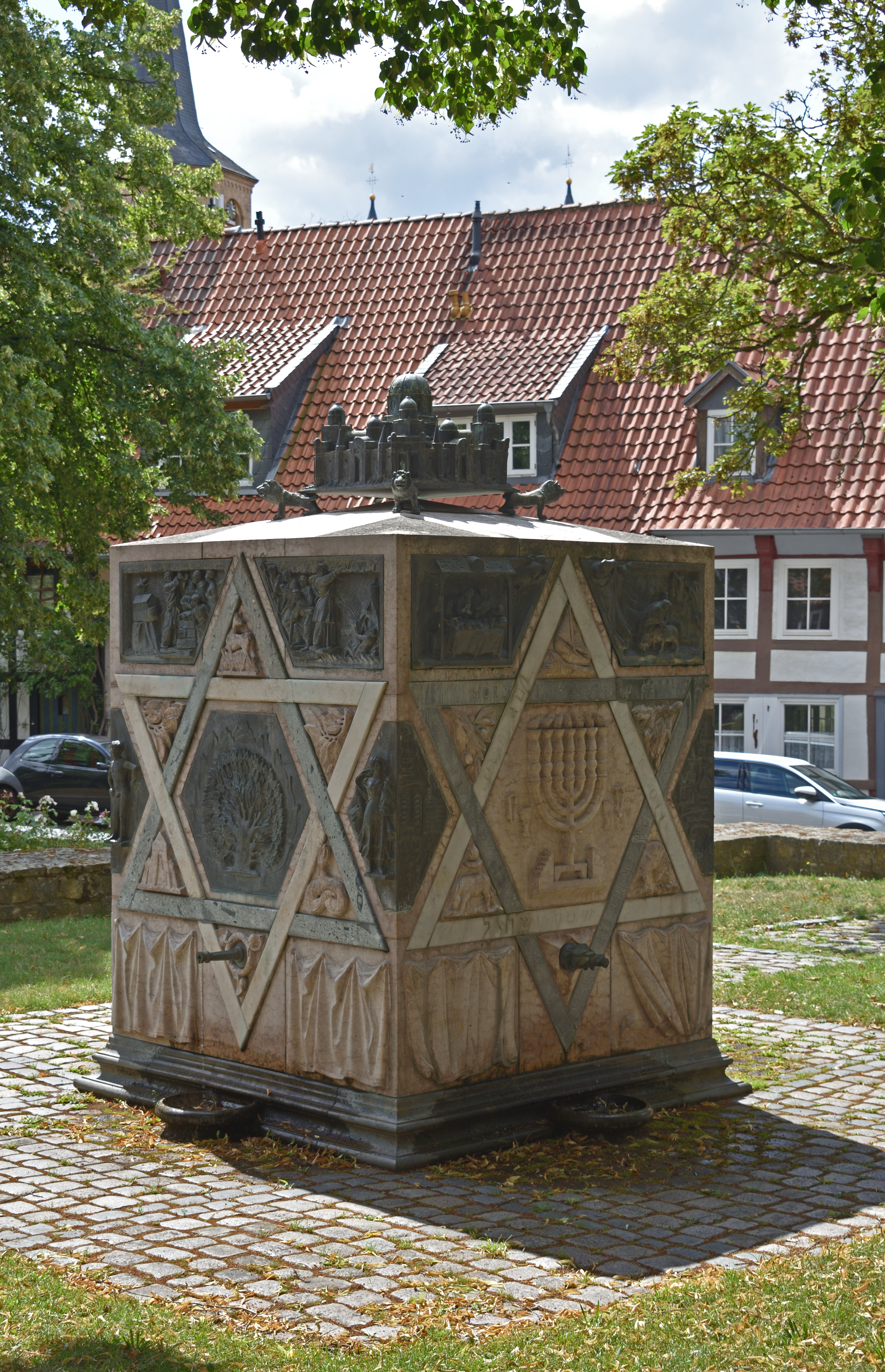
Pomnik upamiętniający synagogę żydowską
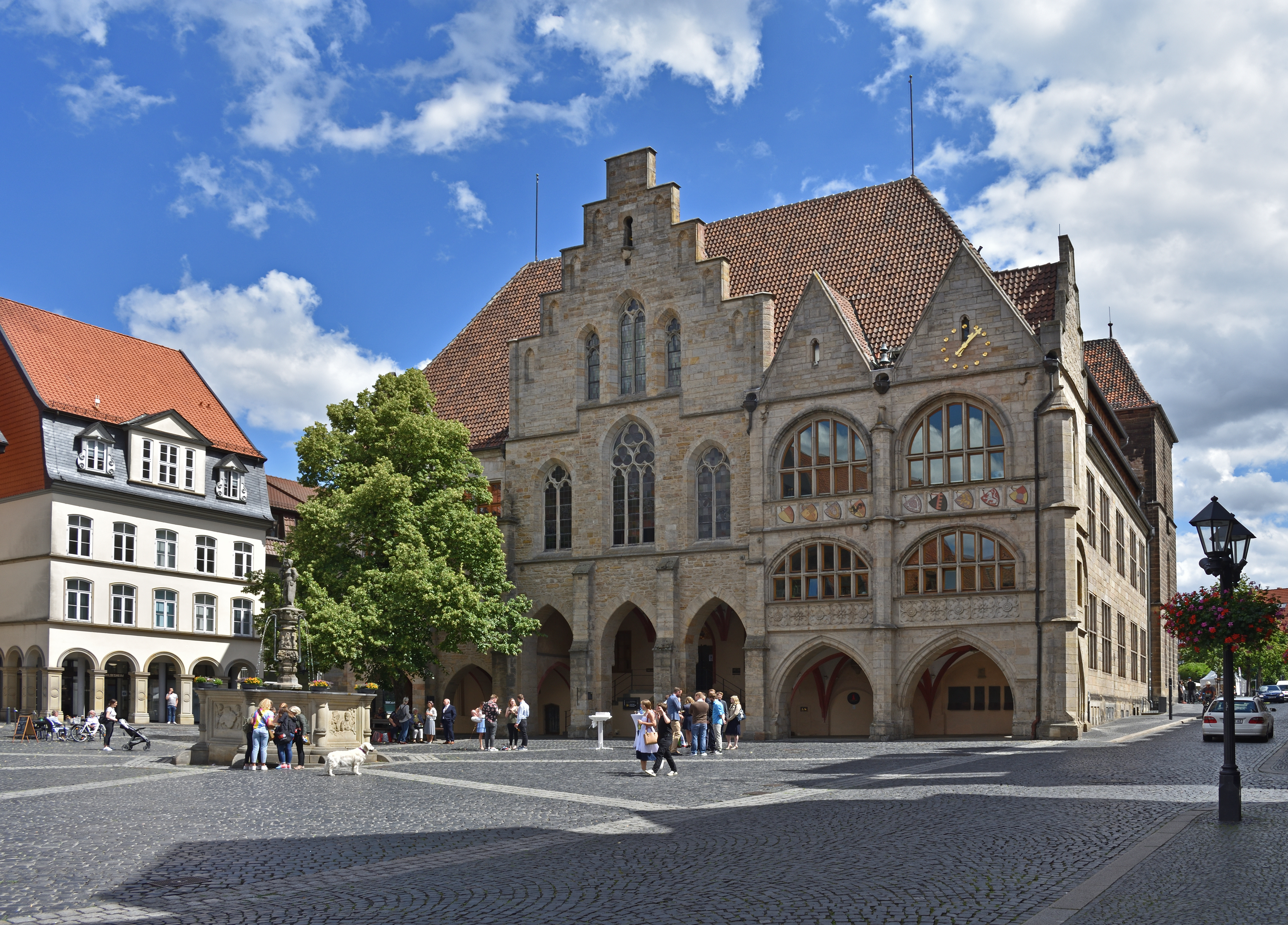
Ratusz miejski
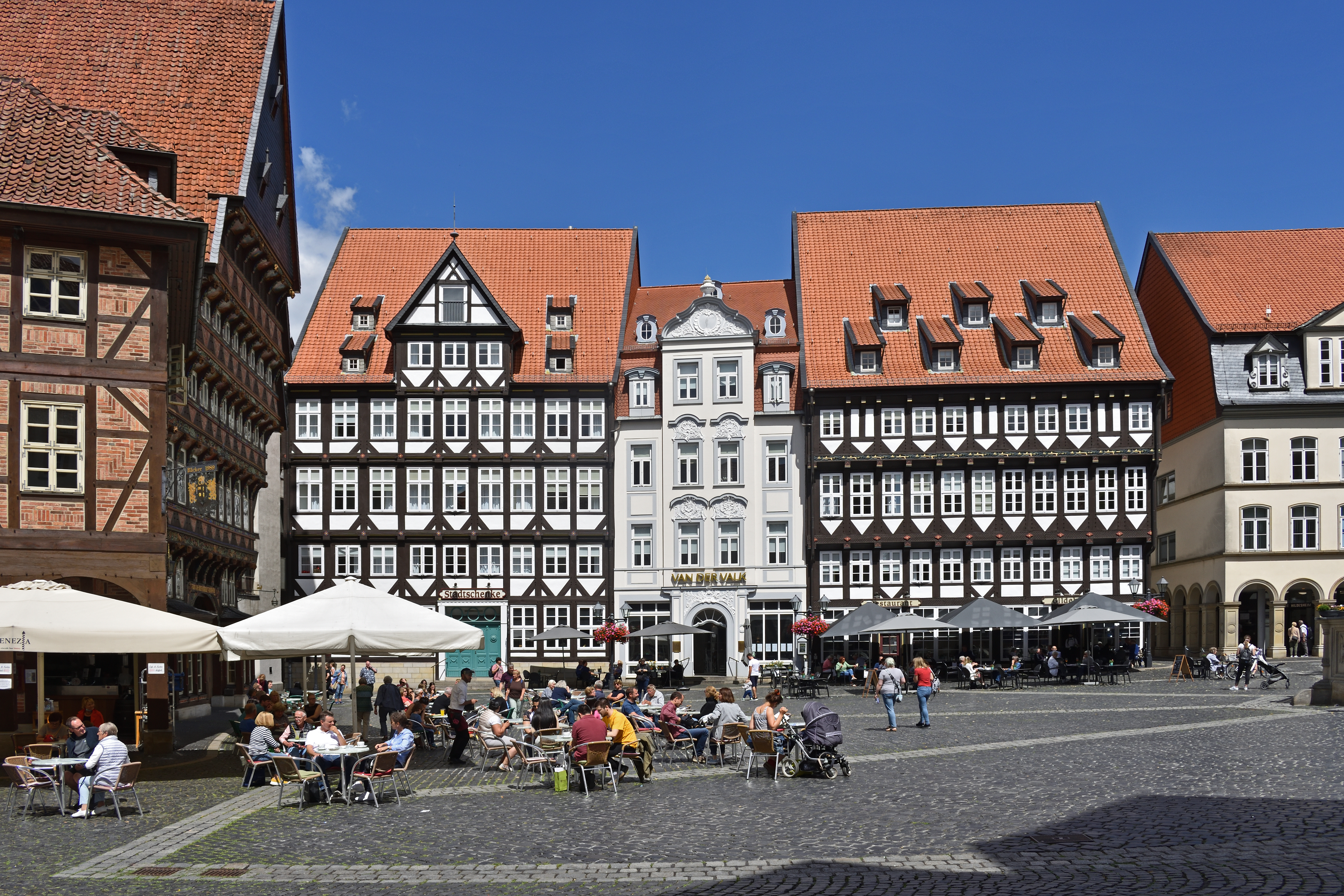
Rynek miejski
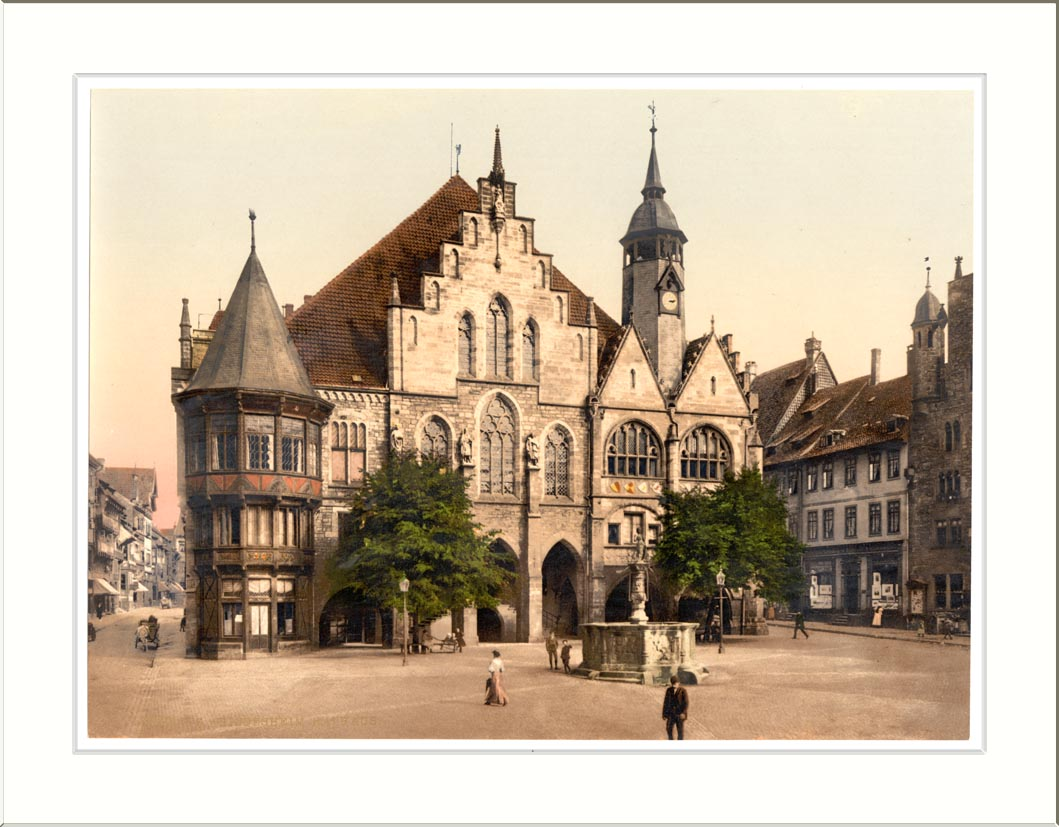
Ratusz miejski między 1890 a 1900 rokiem
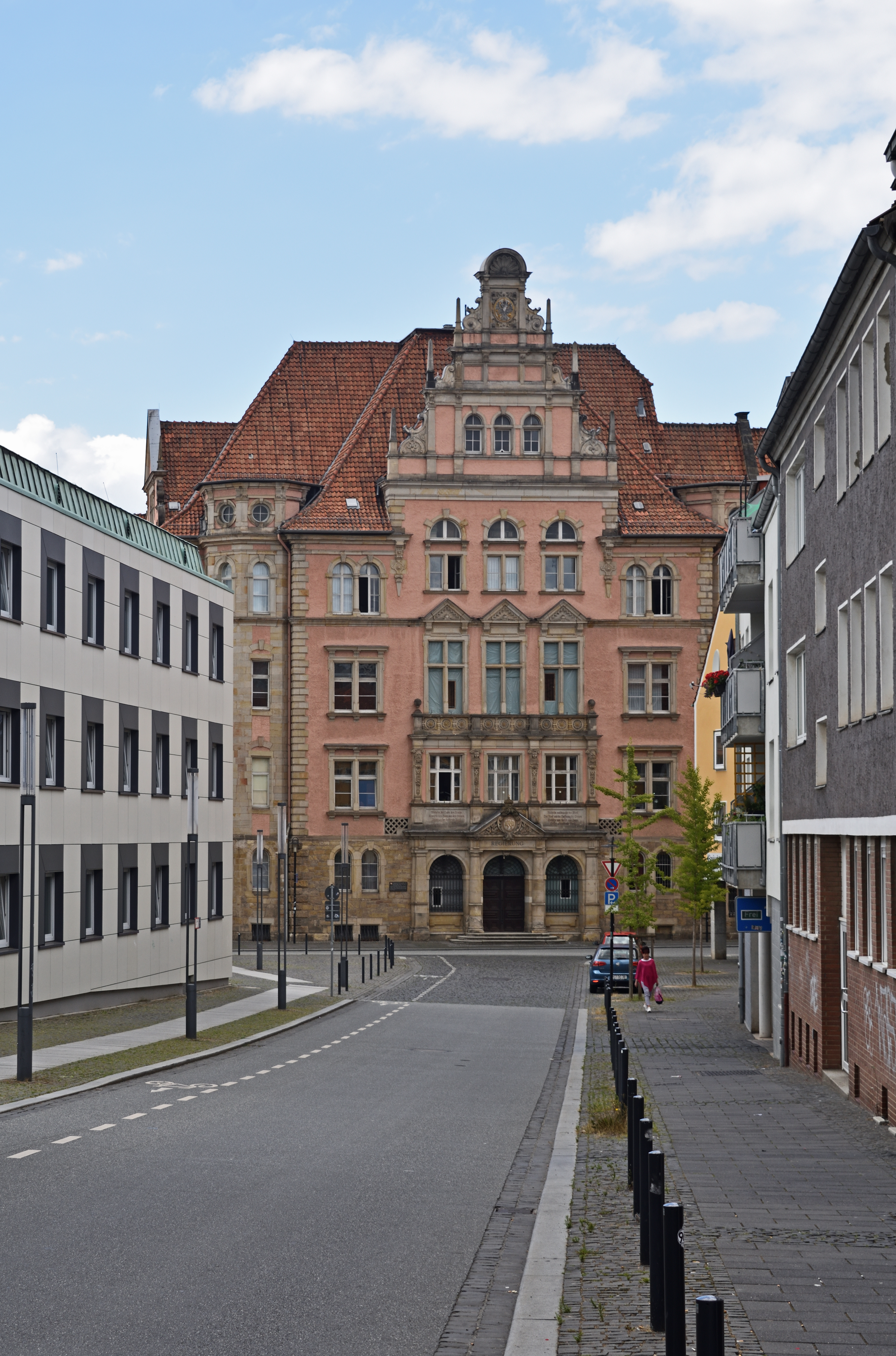
Budynek rządowy i Kreuzstrasse